# Consolas
Consolas是一套等宽的字体，属無襯線字體，由荷蘭設計師盧卡斯·德格魯特设计。这个字体使用了微軟的ClearType字型平滑技術，並隨同Windows Vista、Office 2007及Microsoft Visual Studio中發行，或可在微軟的網站下載。在Windows Vista的6套新字体中，Consolas近似於旧版Windows中的2款内置字型：Lucida Console與Courier New，主要是設計做為代码的顯示字型之用，特別之處是它的「0」字加入了一斜撇，以方便與字母「O」分辨。
在Consolas之前，代码的顯示字体大多為Courier New或其他等宽的字型，字型的柔邊（反鋸齒）效果則依個人喜好選擇開啟或關閉，然而Consolas是專為柔邊效果而設計的字体，特別是為了搭配微軟的ClearType技術，如果不開啟ClearType，Consolas的顯示效果會打大折扣。另外，ClearType技術還需要搭配液晶顯示器才會有最佳表現。

## 程式碼編寫的應用
程序员在Windows環境底下，一般都會使用Courier New或其他近似的固定字元寬度字型來顯示程式碼。
通常用來編寫程式碼的程式都會讓編程員選擇用來顯示程式碼的字體，因為Courier New的字型比較肥大，使每個畫面或頁面所能顯示的程式碼大為減少。Consolas除了能夠在較少的空間顯示更多的內容，它的清晰字型亦使程序员能夠更快捷的分辨每一個文字。

### 替代字體
- Inconsolata是一種受Consolas啟發的開源字體，也可以在Google字體上使用。[4]

## 範例
下列分別使用Consolas和Courier New顯示已啟動ClearType技術的C++/CLI程式碼。由於Consolas支援ClearType，所以在LCD顯示屏可以利用次畫素優視技術來使字體更清晰。

### Consolas
|  |

### Courier New
|  |

## 外部連結
- Microsoft ClearType Font Collection（页面存档备份，存于） at Microsoft Typography
- Microsoft ClearType Font Collection（页面存档备份，存于） at Ascender Corporation
- Download Consolas Font（页面存档备份，存于） Download Microsoft PowerPoint Viewer 2007 which includes the ClearType Collection